# Яворский, Виктор Николаевич
Ви́ктор Никола́евич Я́ворский (2 апреля 1873 — 13 января 1938) — иерей, священномученик, местночтимый святой Украинской православной церкви.

## Биография
Виктор Яворский родился 2 апреля 1873 года в селе Корочино Седлецкой губернии.
На момент ареста 20 декабря 1937 года отец Виктор был бесприходным священником и проживал в городе Харькове. Следственное дело упоминает о семье пастыря — жене Екатерине, дочери Варваре и сыне Борисе. Обвинив отца Виктора в подрывной деятельности против советской власти, 25 декабря суд приговорил его к расстрелу. Приговор был приведён в исполнение 13 января 1938 года.

## Канонизация
22 июня 1993 года Определением Священного Синода Украинской Православной Церкви принято решение о местной канонизации подвижника в Харьковской епархии, в Соборе новомучеников и исповедников Слободского края (день памяти — 19 мая (1 июня)).
Чин прославления подвижника состоялся во время визита в Харьков 3-4 июля 1993 года Предстоятеля Украинской Православной Церкви Блаженнейшего Митрополита Киевского и всея Украины Владимира, в кафедральном Благовещенском соборе города.